# Weinheimer Brotsprache
Die Weinheimer Brotsprache ist eine Fachsprache zur Erstellung von Genussbeschreibungen beim Verzehr von Brot, vergleichbar mit der Weinsprache. Die Brotsprache ermöglicht die Beschreibung der Brotqualität von der Krume über die Kruste, vom Geruch bis zum Geschmack.
Die Weinheimer Brotsprache wurde im Jahr 2014 von der Akademie Deutsches Bäckerhandwerk Weinheim entwickelt, in Zusammenarbeit mit der Zürcher Hochschule für Angewandte Wissenschaften. Im Jahr 2018 wurde die Weinheimer Brotsprache von den Leitern beider Institute Bernd Kütscher und  Michael Kleinert im Fachbuch „Die Sprache des Brotes“ publiziert.
Im Juli 2022 wurde die Weinheimer Brotsprache ergänzt und neu gestaltet. Sie steht im Download-Bereich der Akademie kostenfrei zur Verfügung, dies auch in englischer Sprache.